# Młodojewo
Młodojewo [pronunciación en polaco: /mwɔdɔˈjɛvɔ/] es un pueblo ubicado en el distrito administrativo de Gmina Słupca, dentro del Distrito de Słupca, Voivodato de Gran Polonia, en el oeste de Polonia central. Se encuentra aproximadamente a 5 kilómetros al este de Słupca y a 70 kilómetros al este de la capital regional Poznań.